# Ichneumon xanthoceros
Ichneumon xanthoceros är en stekelart som beskrevs av Cuvier 1833. Ichneumon xanthoceros ingår i släktet Ichneumon och familjen brokparasitsteklar. Inga underarter finns listade i Catalogue of Life.